# 园博园站 (石家庄)
园博园站位于中华人民共和国河北省石家庄市正定县新城大街与华阳路交叉口北侧地下，是石家庄地铁1号线的地铁车站，2019年6月26日开通。

## 历史
该站因2019冠状病毒病疫情于2020年1月29日起临时关闭。

## 位置
园博园站位于石家庄市正定县，新城大街与华阳路交叉口附近的河北省园博园东门前。